# British Geological Survey
British Geological Survey, BGS, är en statlig myndighet i Storbritannien och har ansvar för frågor som rör jord, berg och grundvatten. Myndighetens huvudkontor ligger i Keyworth i Nottinghamshire, men har filialer i Edinburgh, Wallingford, Cardiff, Exeter och London.

## Historik och tidigare namn
BGS grundades som Ordnance Geological Survey av Henry De la Beche år 1835 och är med det världens äldsta nationella geologiska instans. År 1965 slogs man samman med museet Geological Museum och Overseas Geological Surveys varvid man fick namnet Institute of Geological Sciences. 1 januari 1984 fick man så det namn som myndigheten ännu bär.

## Ansvarsområden
BGS utgör den brittiska statens remiss- och rådgivningsinstans i allt vad avser geovetenskap, men tillhandahåller även information till allmänheten, utbildningsväsendet och industrin. BGS är en del av Natural Environment Research Council, vilket är ett forskningsråd för grundläggande, strategisk och tillämpad forskning och bevakning inom natur- och miljöfrågor. BGS producerar bland annat geologisk, geofysisk, geokemisk och hydrologisk information, till exempel kartor, beskrivningar och databaser. En av myndighetens största projekt för det kommande årtiondet är att skapa tredimensionella modeller av tvådimensionellt kartmaterial. BGS årliga budget är ca 57 miljoner pund, varav hälften kommer från statsbudgeten. Den andra halvan kommer från uppdragsforskning från den offentliga och privata sektorn.
Generaldirektör (2008) är Dr. John Ludden. BGS har ca 800 anställda.